# Le Danube rouge
Pour plus de détails, voir Fiche technique et Distribution.
Le Danube rouge (The Red Danube) est un film américain réalisé par George Sidney, sorti en 1949.

## Synopsis
Durant l'après guerre, dans la Vienne occupé, un colonel britannique est chargé d'aider les autorités soviétiques à rapatrier les citoyens originaires de l’Union soviétique, dont beaucoup préfèrent ne pas retourner dans leur pays d’origine.

## Fiche technique
- Titre : Le Danube rouge
- Titre original : The Red Danube
- Réalisation : George Sidney
- Scénario : Gina Kaus et Arthur Wimperis, d'après le roman Vespers in Vienna de Bruce Marshall
- Production : Carey Wilson
- Société de production et de distribution : MGM
- Musique : Miklós Rózsa
- Chorégraphe : Alex Romero
- Photographie : Charles Rosher
- Montage : James E. Newcom
- Direction artistique : Cedric Gibbons et Hans Peters
- Décors de plateau : Edwin B. Willis et Hugh Hunt
- Costumes : Helen Rose
- Pays d'origine : États-Unis
- Format : Noir et blanc - 35 mm - 1,37:1 - Son : Mono (Western Electric Sound System)
- Genre : Drame
- Durée : 119 minutes
- Dates de sortie :
  - États-Unis : 22 septembre 1949 (première à San Francisco)
  - États-Unis : 14 octobre 1949 (sortie nationale)
  - France : 26 mars 1954

## Distribution

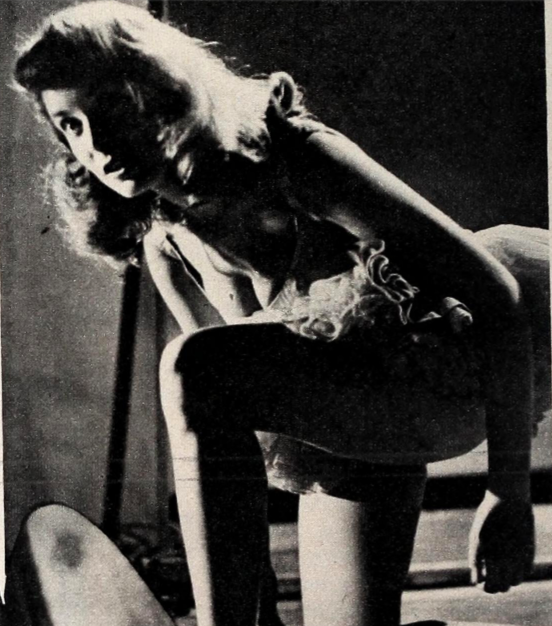
Janet Leigh sur le plateau de tournage du film.

- Walter Pidgeon : Colonel Michael 'Hooky' Nicobar
- Ethel Barrymore : La Mère Supérieure
- Peter Lawford : Major John 'Twingo' McPhimister
- Angela Lansbury : Audrey Quail
- Janet Leigh : Maria Buhlen
- Louis Calhern : Colonel Piniev
- Francis L. Sullivan : Colonel Humphrey 'Blinker' Omicron
- Melville Cooper : Pvt. David Moonlight
- Robert Coote : Brigadier C.M.V. Catlock
- Alan Napier : Le Général
- Roman Toporow :  Lieutenant Maxim Omansky
- Kasia Orzazewski : Sœur Kasmira
- Tamara Shayne : Helena Nagard
- Konstantin Shayne : Prof. Serge Bruloff
- Janine Perreau : Mickey Mouse
- Victor Wood : Lieutenant Guedalia-Wood

Acteurs non crédités
- George Bookasta : Pèlerin
- Argentina Brunetti : Femme italienne
- Richard Fraser : Le pilote de l'avion-cargo
- Kenneth Hunter : Brigadier général
- Doris Lloyd : Mme Omicron
- Tito Vuolo : Colleur d'affiches italien